# Folco Quilici
Folco Quilici (Ferrara, 1930. április 9. – Orvieto, 2018. február 24.) olasz dokumentumfilm-készítő, filmrendező, ismeretterjesztő művek írója.

## Élete
Nello Quilici újságíró (1890–1940) és Emma („Mimi”) Buzzacchi festőművésznő (1903–1990) fiaként született Ferrarában. Apja 1940-ben vesztette életét, Italo Balbo líbiai olasz kormányzóval és teljes kíséretével együtt, amikor Balbo gépét Tobruknál tisztázatlan körülmények között lelőtték.
Folco amatőr filmesként kezdte, közben elvégezte a Centro Sperimentale di Cinematografia állami filmszakmai oktatási alapítvány iskoláját Rómában. 1952-től kezdve a dokumentumfilm-készítésnek szentelte életét, ehhez a műfajhoz hű maradt a második évezredben is. Számos rövid, félhosszú és egész estés dokumentumfilm és sorozat készítése fűződik nevéhez. Kiemelkedő minőségű, iskolateremtő munkát végzett a víz alatti filmezés területén.
1954-ben jelent meg első mozifilmje, A hatodik földrész (Sesto continente), egy egész estés fekete-fehér természetfilm, amelynek víz alatti felvételeit a Vörös-tengeren forgatták, Egyiptom, Szudán és Eritrea parti vizein, a Dahlak-szigeteknél, az egyiptomi El Ikhwa és Zabargad-szigeteken, bemutatták a virágzó korállmezőket. Veszélyes vízi állatokat, cápákat, barrakudákat, mérgező halakat, elektromos rájákat mutattak közeli felvételeken. A film kiváló minőségű, éles fekete-fehér jelenetei nagy tetszést arattak. A filmben tudósok, sportolók és szakújságírók is szerepeltek.
A hatodik földrészt az 1970-es évek közepéig további folytatások követték, ezek forgatókönyveit maga Quilici írta meg, ő maga volt a filmek operatőre és vágója is egyszemélyben. Néha játékfilmes részleteket is beillesztett dokumentumfilmjének jelenetsorába.
A dokumentumfilmek mellett Quilici – második forgatócsoport (second unit) rendezőként – közreműködött néhány játékfilm elkészítésében, így Michael Anderson 1977-es A gyilkos bálna (Orca) című akciófilmjénél és a Taviani fivérek 1984-es Káosz (Kaos) című filmdrámájánál, melyet Pirandello novellái ihlettek.
1967–1970 között az olasz RAI és a párizsi Europa-1 TV megbízásából Quilici Az Iszlám világa (Islàm) címmel nyolc darab egyórás epizódból álló televíziós dokumentumfilm-sorozatot írt és forgatott az arab világban és más iszlám térségekben. Televíziós alkotótársai Carlo Alberto Pinelli és Ezio Pecora, a sorozat tudományos tanácsadója ifj. Antonio Mordini professzor, orientalista volt. A sorozat bemutatta az Iszlám kialakulását, változatait, kapcsolatait a kereszténységgel, az Iszlám gyökereinek fennmaradását, a modern világgal való konfliktusait, és az Iszlám diadalmenetét a modern „nyugati” világban. A sorozat zenéjét Piero Piccioni (1921–2004) komponálta. 1981-ben a sorozatot felújítva újra sugározták, ekkor hét epizódra tagolva. 1983–84 között az Egyesült Államokban a sorozatot rövidebb változatban sugározták, „Civilisation of Islam” címmel, négy darab 52 perces részre bontva.
1966–1978 között az Esso megbízásából Quilici elkészített egy 14-részes kultúrtörténeti dokumentumfilm-sorozatot, Itália madártávlatból (L’Italia vista dal cielo) címmel. A filmek középpontjában az olasz tájakról és városokról készült látványos légifelvételek álltak, melyeket helikopterről vettek fel. Quilici felkérésére a sorozatban a kor neves irodalmárai és történészei való működtek közre.
Az 1960-as évektől a 2010-es évekig nagyszámú televíziós dokumentumfilmet készített rendezőként vagy forgatókönyvíróként. Munkáiért több kitüntetést és díjat kapott. 1971-ben Itália madártávlatból sorozat Toszkána című epizódjáért Oscar-díjra jelölték. 1972-ben az Oceano c. filmjéért megkapta a David di Donatello-díjat.
2002-ben Quilici megkapta az utazásra szakosodott olasz újságírók szavazatai alapján odaítélt Neos díjat, a kulturális turizmus előmozdításában szerzett érdemeiért. 2003–2006 között a tengeri környezet védelmét szolgáló tudományos kutatások országos intézetének (Istituto centrale per la ricerca scientifica e tecnologica applicata al mare, ICRAM) elnöki tisztségét viselte.
Évtizedeken át több olaszországi és európai tanintézetben vállalt tanítást, továbbképzést. Tanfolyamokat tartott a Bolognai Egyetemen (1966–67-ben), a berlini Humboldt Egyetemen (1991-ben), a római kísérleti filmművészeti oktatási alapítványnál (Centro Sperimentale di Cinematografia, 1995-ben), a milánói Katolikus Egyetemen (1998-ben), a római Harmadik Egyetemen (Terza Università, 2001-02-ben), a Padovai Egyetemen (2004-2005-ben).
Első könyve 1975-ben jelent meg. Legtöbb művét azonban az ezredforduló után adta ki, munkásságához kapcsoló szakterületeken. 2011–2012-ben gyermekkönyveket is írt.
2018. február 24-én hunyt el az orvietói kórházban, agyvérzés következtében. Fia, Brando Quilici (* 1958) független filmrendező.

## Fontosabb filmjei
- 1954: A hatodik földrész (Sesto continente)[14]
- 1956: Az utolsó paradicsom (L’ultimo paradiso)[15]
- 1964: Le schiave esistono ancora (a modern, létező rabszolgaságról)
- 1967–1970: Az Iszlám világa (Islam), televíziós sorozat.
- 1971: Oceano[16] (Magyarországon 1975-ben mutatták be).
- 1976: Az én tenger testvérem (Fratello Mare)[17]

## További információ
- Hivatalos oldal
- Folco Quilici a PORT.hu-n (magyarul)
- Folco Quilici az Internet Movie Database-ben (angolul)
- Folco Quilici szócikke az Encyclopedia Treccani-ban (olasz nyelven). treccani.it
- Quilici honlapja, filmjei (olasz nyelven). folcoquilici.com
- Admin (nick): Folco Quilici (1930-2018) (olasz nyelven). ocean4future.org, 2018. február 25. (Hozzáférés: 2020. március 3.)